# Straßenradsport
Zum Straßenradsport werden die Disziplinen des Radsports gezählt, die auf Straßen ausgetragen werden. Dies unterscheidet den Straßenradsport z. B. vom Bahnradsport, Cyclocross, Mountainbikesport, Gravelrennen und dem BMX-Rennsport.
Bei den Straßenradsport-Weltmeisterschaften werden die Disziplinen Straßenrennen, Einzelzeitfahren und Mannschaftszeitfahren ausgetragen. Zu den wichtigsten Straßenradrennen gehören neben den Weltmeisterschaften die großen Landesrundfahrten (Grand Tours) und die klassischen Eintagesrennen. Diese und andere sind in der UCI WorldTour bzw. der UCI Women’s WorldTour organisiert.
Im Breitensportbereich werden Radmarathons, Radtourenfahrten und Jedermannrennen organisiert.

## Geschichte

### 1817–1892

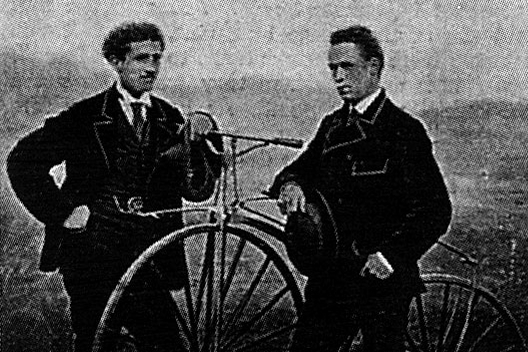
James Moore (r.)

Im Jahr 1817 erfand der Deutsche Karl von Drais die Laufmaschine, die Draisine genannt wurde. Diese gilt als erster Vorläufer des heutigen Fahrrads. Am 20. April 1829 fand das erste Zweirad-Rennen der Welt statt. Auf der 4,5 km langen Strecke zwischen Münchens Karolinenplatz und Schloss Nymphenburg nahmen 26 Fahrer teil. Der Sieger, auf einem Laufrad des Münchner Stellmachers Semler, legte die Distanz in 31 Minuten und 30 Sekunden zurück.
Im Jahr 1861 entwickelte der Franzose Pierre Michaux ein Vehikel, das Veloziped genannt wurde. Bei diesem wurde am Vorderrad ein Pedalantrieb angebracht.
Am 7. November 1869 wurde zwischen Paris und Rouen erstmals ein Rennen ausgetragen, das von einer Stadt in eine andere führte. Der Engländer James Moore gewann das Rennen über 123 km in einer Zeit von 10:45 Stunden. Auch Frauenrennen waren zu dieser Zeit sehr beliebt. Zu den erfolgreichsten Fahrerinnen zählte „Miss America“, die auch an zahlreichen Männerrennen teilnahm, u. a. an Paris–Rouen, wo sie mit einem Rückstand von 12:10 h auf Moore ins Ziel kam.
In den 1870er-Jahren wurden in England und den Vereinigten Staaten sogenannte Hochräder gebaut. Durch ein deutlich größeres Vorderrad konnte die Abrollqualität verbessert werden. In den 1880er-Jahren wurden dann vermehrt sogenannte Niederräder gebaut. Durch die Anbringung eines Kettenantriebs am Hinterrad und die Verwendung von Luftreifen konnte die Sturzgefahr verringert werden.

### 1892–1935

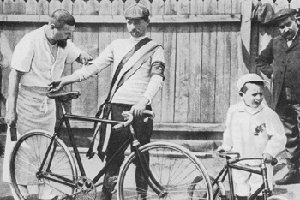
Maurice Garin (m.)

Im Jahr 1892 wurde das Eintagesrennen Lüttich–Bastogne–Lüttich, das älteste der fünf „Monumente des Radsports“, erstmals ausgetragen. Das Rennen über 250 km gewann der Belgier Léon Houa. Paris–Roubaix wurde erstmals 1896 ausgetragen, die Lombardei-Rundfahrt 1905, Mailand–Sanremo 1907 und die Flandern-Rundfahrt 1913.
Bei den Olympischen Sommerspielen 1896, den ersten Olympischen Spielen der Neuzeit, wurde ein Straßenrennen über 87 km durchgeführt. Erster Olympiasieger im Straßenrennen wurde der Grieche Aristidis Konstantinidis.
Im Jahr 1903 wurde das Etappenrennen Tour de France, die älteste der drei „Grand Tours“, erstmals ausgetragen. Das Rennen über 2.428 km, das in sechs Etappen durchgeführt wurde, gewann der Franzose Maurice Garin. Der Giro d’Italia wurde erstmals 1909 ausgetragen, die Vuelta a España 1935.
Der im Jahr 1900 gegründete Weltradsportverband UCI veranstaltete im Jahr 1921 erstmals eine Straßen-Weltmeisterschaft über eine Distanz von 190 km. Erster Weltmeister im Straßenrennen wurde der Schwede Gunnar Sköld.

### 1935–1998

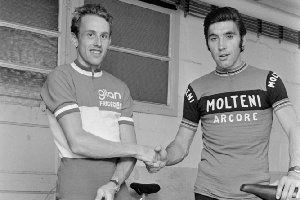
Eddy Merckx (r.)

Zwischen 1966 und 1976 gewann der Belgier Eddy Merckx fünfmal die Tour de France, fünfmal den Giro d’Italia, einmal die Vuelta a España, siebenmal Mailand–Sanremo, zweimal die Flandern-Rundfahrt, dreimal Paris–Roubaix, fünfmal Lüttich–Bastogne–Lüttich, zweimal die Lombardei-Rundfahrt und dreimal die Straßen-Weltmeisterschaft. Er ist damit der einzige Fahrer, der alle drei „Grand Tours“, alle fünf Monumente des Radsports und die Straßen-Weltmeisterschaft gewinnen konnte. Er wurde allerdings während seiner Karriere dreimal positiv auf Doping getestet.
Zur Bekämpfung des Dopings im Radsport führte der Radsportweltverband UCI erst 1966 verbindliche Anti-Doping-Bestimmungen in sein Reglement auf. Nachdem sich im gleichen Jahr die drei Erstplatzierten des Flèche Wallonne (Michele Dancelli, Lucien Aimar und Rudi Altig) der Dopingkontrolle entzogen hatten, fand bei der Tour de France 1966 erstmals eine unangemeldete Dopingkontrolle statt. Gegen diese Maßnahmen streikten die Rennfahrer bei der nächsten Etappe. Durch einen Todesfall wurden die Gefahren der Dopingpraxis im Radsport später drastisch verdeutlicht: Bei der Tour 1967 starb Tom Simpson beim Anstieg zum Mont Ventoux unter Einfluss von Amphetaminen und Alkohol.

### Seit 1998
Bei der Tour de France 1998 wurde die breite Öffentlichkeit erneut auf das systematische Doping im Straßenradsport aufmerksam. In einem Auto des französischen Festina-Teams wurden 400 Ampullen Epo und Anabolika gefunden. Nachdem der Teamchef Bruno Roussel organisiertes Doping innerhalb der Mannschaft gestanden hatte, wurde das Team nach der fünften Etappe von der Tour ausgeschlossen. Im Laufe der Tour kam es zu Ermittlungen gegen weitere Mannschaften, bei denen mehrere Personen festgenommen wurden. Auf die Behandlung ihrer Kollegen durch die Polizei reagierten die Fahrer mit einem Streik auf der 17. Etappe. Die Mannschaften ONCE, Banesto, Riso Scotti, Kelme, Vitalicio Seguros und TVM-Farm Frites stiegen aus der Tour aus. Der Italiener Marco Pantani gewann die Rundfahrt, ihm konnte allerdings nachträglich Doping mit Epo nachgewiesen werden.
Im Vorfeld der Tour de France 2006 wurde der größte Dopingskandal in der Geschichte des Straßenradsports öffentlich. In der Wohnung des spanischen Arztes Eufemiano Fuentes fand die Polizei 1000 Einheiten Anabolika, 100 Beutel Blut, Mittel für Blutmanipulationen und Geräte für Bluttransfusionen. Zwei Tage vor Beginn der Tour veröffentlichte der spanische Radiosender Cadena Ser eine Liste von 58 Fahrern, die bei Fuentes Dopingmittel erworben haben sollen. Darunter befanden sich der Italiener Ivan Basso und der Deutsche Jan Ullrich, die beiden Favoriten auf den Gesamtsieg. Einen Tag später einigten sich die Teamchefs der teilnehmenden Mannschaften, dass die verdächtigten Fahrer nicht antreten würden und keine Fahrer nachnominiert werden dürften. Daraufhin wurde die spanische Mannschaft Astana-Würth von der Tour ausgeschlossen, da sie nicht die Mindestanzahl von sechs Fahrern melden konnte. Der US-Amerikaner Floyd Landis gewann die Rundfahrt, er wurde allerdings positiv auf Doping mit Testosteron getestet, sodass ihm der Sieg nachträglich aberkannt wurde.
Am 12. Juni 2012 klagte die US-amerikanische Anti-Doping-Agentur USADA Lance Armstrong, den Rekordsieger der Tour de France, wegen Dopings an. In Blutproben von 2009 und 2010 konnte Doping mit Epo oder Bluttransfusionen nachgewiesen werden, außerdem beschuldigten mehrere ehemalige Teamkollegen, darunter Floyd Landis, Armstrong des jahrelangen Dopings. Am 24. August erkannte ihm die USADA alle Titel seit dem 1. August 1998 ab und verhängte eine lebenslange Sperre gegen ihn, nachdem er erklärt hatte, sich nicht mehr vor dem Schiedsgericht verteidigen zu wollen. In einem am 17. Januar 2013 ausgestrahlten Fernsehinterview gestand Armstrong gegenüber Oprah Winfrey erstmals jahrelanges Doping mit verschiedenen Substanzen. Daraufhin erkannte ihm das Internationale Olympische Komitee auch die Bronzemedaille im Einzelzeitfahren bei den Olympischen Spielen 2000 ab.
In einem im März 2015 veröffentlichten Bericht einer durch UCI eingesetzten Cycling Independent Reform Commission wurden auf zahlreiche Verstöße der UCI gegen das Antidoping-Reglement und gegen Good-Governance-Prinzipien während dieses Zeitraums hingewiesen.

## Wettbewerbe
Sieger eines Straßenradrennens ist grundsätzlich derjenige, der eine bestimmte Strecke am schnellsten zurückgelegt hat. Es gibt aber auch Wettbewerbsformen, bei denen es darauf ankommt, wer an einem bestimmten Streckenpunkt an wievielter Stelle den Zielstrich überfährt. Dabei werden Punkte (siehe Kriterium) sowie gelegentlich Zeitgutschriften (siehe Zwischensprints bei Etappenrennen) vergeben. Diese werden bei Kriterien im Verlauf des Rennens addiert, bei Rundfahrten dem jeweiligen Tagesergebnis in Punkten beziehungsweise in der Fahrtzeit hinzugerechnet beziehungsweise abgezogen, jedoch ausschließlich im Gesamtergebnis berücksichtigt.
Im Straßenradsport tritt üblicherweise eine größere Zahl von Radrennfahrern gegeneinander an. Die Wettbewerbe werden für Männer und Frauen veranstaltet. Im von den Mitgliedsverbänden der UCI organisierten Straßenradsport werden die Rennen für männliche und weibliche Teilnehmer getrennt ausgeführt.
Die wichtigsten Straßenradsportwettbewerbe sind:

### Eintagesrennen (Straßenrennen)

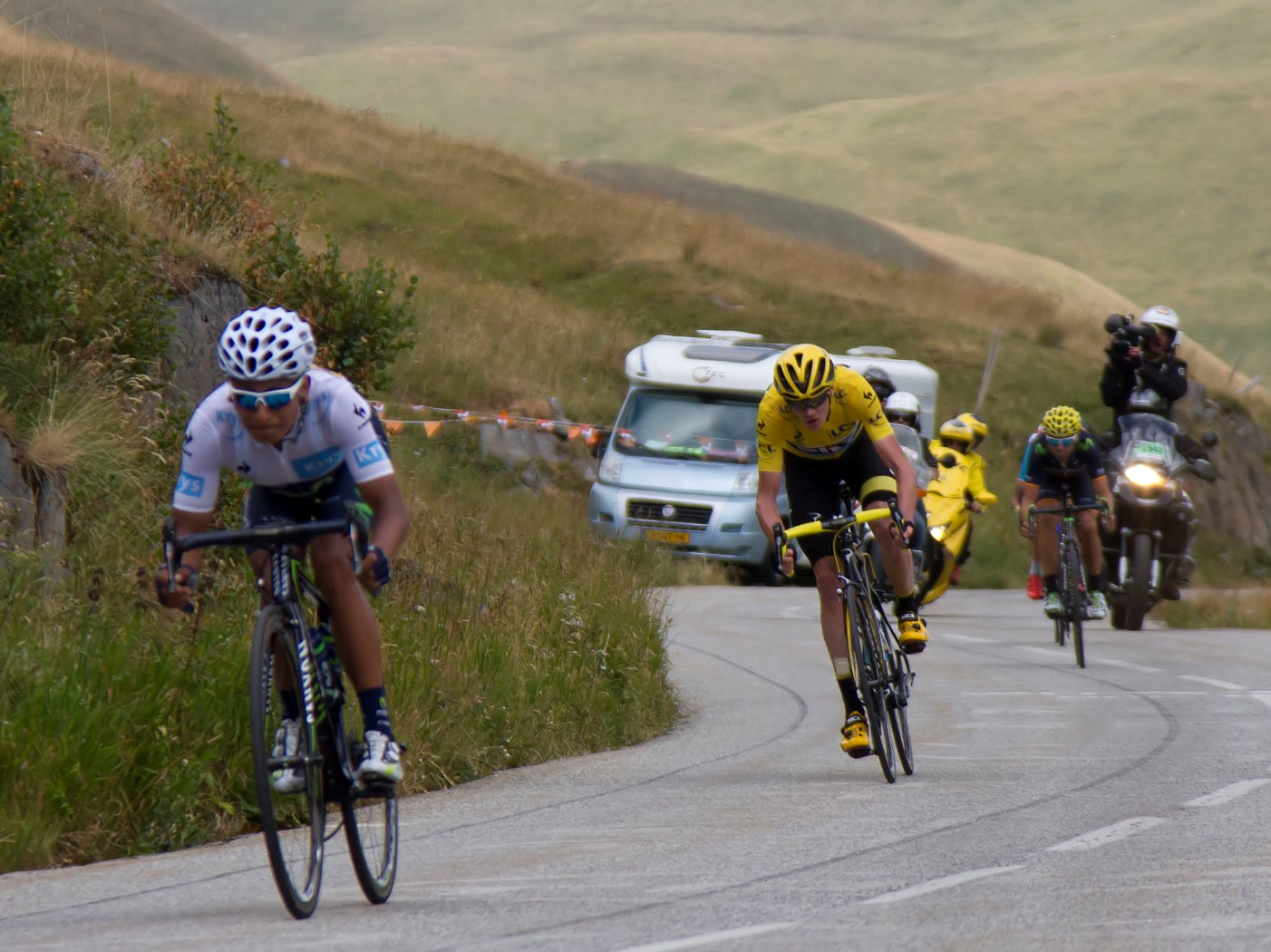
Straßenrennen

Als Eintagesrennen (auch Straßenrennen oder Einerstraßenfahren) werden Straßenradrennen mit Massenstart bezeichnet, bei denen der erste Fahrer, der das Ziel erreicht, der Sieger ist. Abzugrenzen sind sie von den Rundstreckenrennen. Sie stellen die älteste Disziplin des Radsports überhaupt dar. Die Streckenlängen von Eintagesrennen können stark variieren, betragen mit wenigen Ausnahmen nicht mehr als 250 Kilometer. Die ältesten und berühmtesten Eintagesrennen werden als Klassiker bezeichnet. Eintagesrennen können zu Rennserien mit gemeinsamer Wertung zusammengefasst werden.

### Rundstreckenrennen und Kriterien

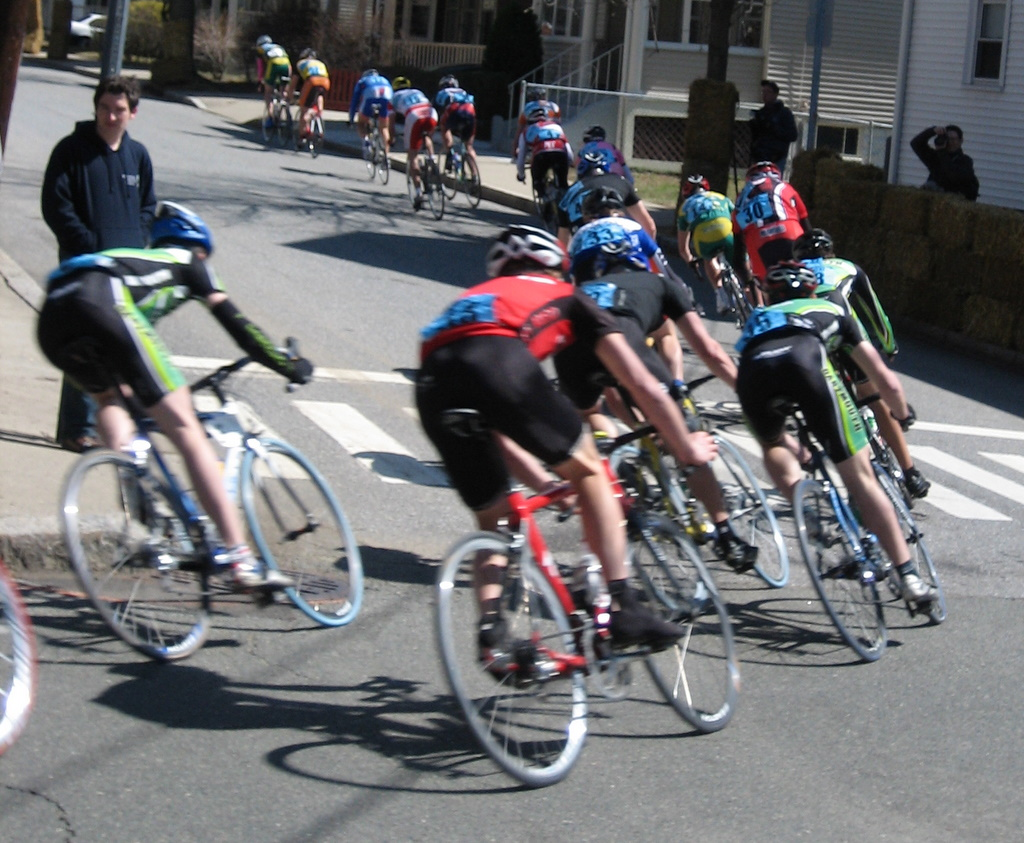
Kriterium

Bei Kriterien und Rundstreckenrennen (im internationalen Sprachgebrauch und den Regeln der UCI werden auch Rundstreckenrennen als Kriterien bezeichnet) wird im Gegensatz zu den Eintagesrennen ein meist innerstädtischer Rundkurs befahren, der zwischen 800 Meter und zehn Kilometer messen muss. Rundstreckenrennen bieten sich mit ihren kurzen Kursen besonders in Städten an, da im Gegensatz zu normalen Eintagesrennen der Aufwand an Straßensperrungen minimiert wird. So können die Zuschauer die Fahrer mehrmals hautnah erleben und den Rennverlauf durch den Sprecher an der Strecke live nachvollziehen. Aufgelockert werden solche Rennen häufig durch Prämienwertungen, bei denen die Sieger von Zwischensprints Geld- oder Sachprämien erspurten können.
Eine Form von Rundstreckenrennen stellen die sogenannten Kriterien dar, bei denen der Sieger nicht derjenige Fahrer sein muss, der am Ende des Rennens zuerst die Ziellinie überquert. Bei Kriterien finden in regelmäßigen Abständen (beispielsweise alle fünf Runden) Punktewertungen statt, bei denen üblicherweise die ersten vier Fahrer 5, 3, 2 und einen Punkt erhalten. Sieger wird der Fahrer, der am Schluss des Rennens die meisten Punkte auf seinem Konto verbuchen kann. Allerdings geht ein Rundengewinn dem Gewinn dieser Punkte vor, sodass durchaus ein Fahrer gewinnen kann, der keine einzige Wertung gewonnen hat.

### Einzel- und Mannschaftszeitfahren

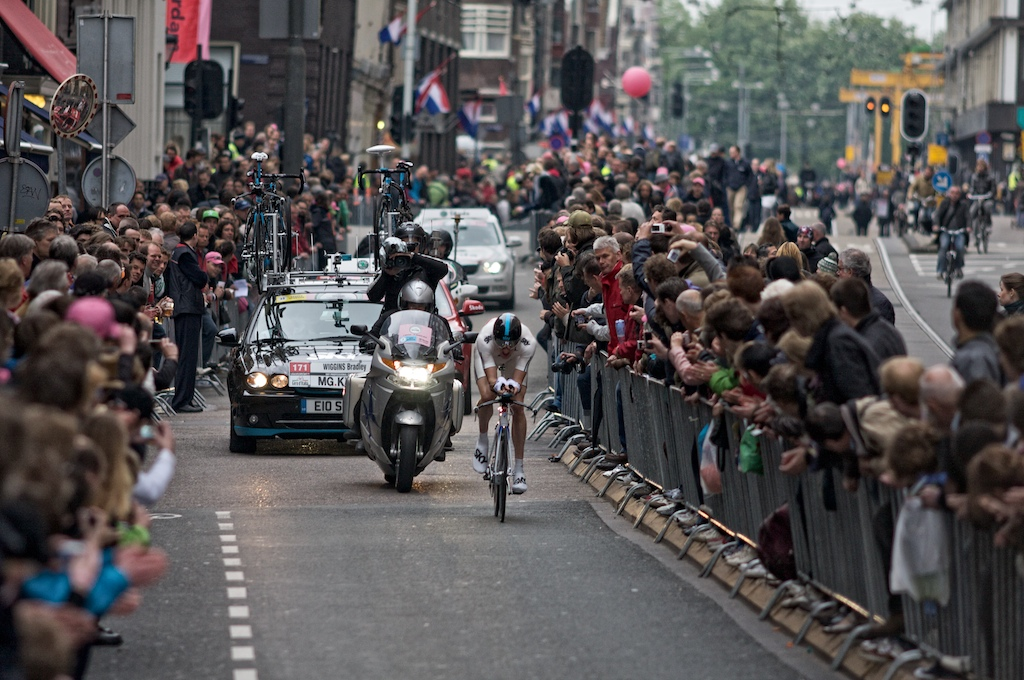
Einzelzeitfahren

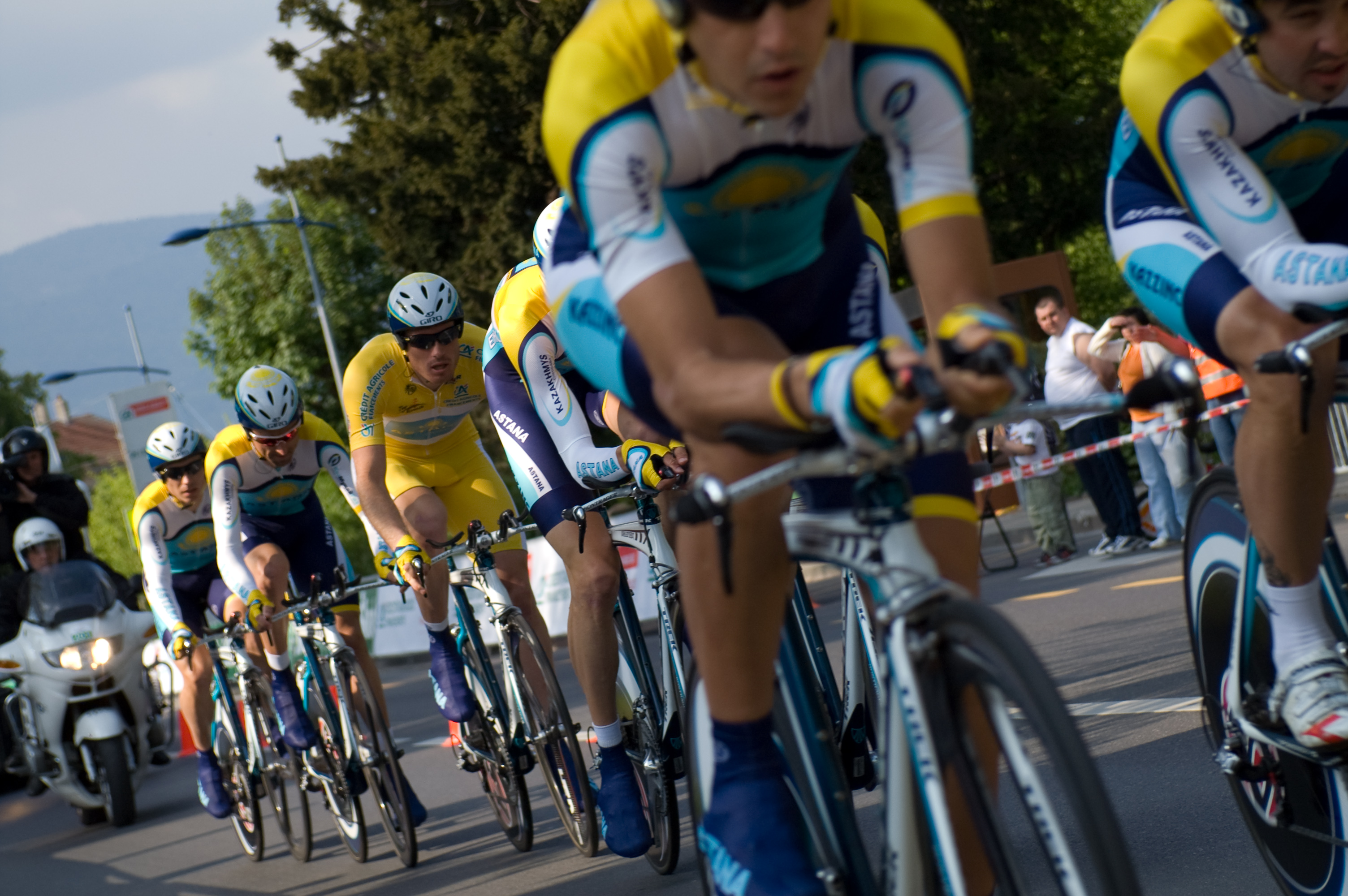
Mannschaftszeitfahren

Eine Sonderform des Straßenradrennens bilden die Zeitfahren, bei denen entweder einzelne Fahrer (Einzelzeitfahren) oder ganze Mannschaften (Mannschaftszeitfahren) nacheinander starten und der Sieger durch die individuelle Zeitnahme ermittelt wird. Zeitfahren werden häufig innerhalb von Etappenrennen ausgetragen oder finden im Rahmen von nationalen Meisterschaften statt. Einzelzeitfahren sind auch Bestandteil der Olympischen Spiele, Mannschaftszeitfahren waren es.

### Etappenrennen (Rundfahrten)
Als Etappenrennen werden Veranstaltungen bezeichnet, bei denen an mehreren Tagen nacheinander einzelne Wettkämpfe – sogenannte Etappen – ausgetragen werden, deren jeweilige Ergebnisse in einer Gesamtwertung nach Zeit addiert und damit zusammengefasst werden. Etappenrennen, die ein Land oder eine Region abdecken, werden häufig als Rundfahrten bezeichnet. Als ältestes und berühmtestes Etappenrennen der Welt gilt die Tour de France. Die einzelnen Etappen bestehen aus Massenstartrennen, die nach den Regeln für Eintagesrennen ausgetragen werden, Einzel- und Mannschaftszeitfahren.

### Andere Wettbewerbe
Veranstaltet werden auch weitere Wettkampfformen, wie u. a. Rennen hinter Schrittmacherführung, Bergrennen und Radmarathons. Letztere werden als Einzel- und Teamwettbewerbe, Ein- und Mehrtagesveranstaltungen mit bis zu vierstelligen Kilometerdistanzen veranstaltet. Eine Form von Mehrtages-Nichtetappenrennen stellt beispielsweise das Race Across America dar. Eine besondere Form von Langstreckenrennen sind die sogenannten Unsupported Races, das sind Rennen, bei denen der Fahrer komplett auf sich allein gestellt ist und nicht von einem Team oder Helfern betreut wird.
Im Breitensport finden regelmäßig Jedermannrennen – auch im Rahmen von Eintagesrennen – statt, die bis zu fünfstellige Teilnehmerzahlen haben.

### Wettkampfserien
1948 wurde mit der Challenge Desgrange-Colombo die erste länderübergreifende Jahreswertung ins Leben gerufen, die die Ergebnisse der wichtigsten Etappen- und Eintagesrennen zusammenfasste; Organisatoren waren die Eigner dieser Rennen. Nach zehn Jahren wurde sie durch das Klassement Super Prestige Pernod ersetzt, welches bis 1987 bestand. Danach trat der Weltverband UCI selbst auf den Plan und organisiert seitdem eine Reihe von Wettkampfserien, die sowohl nach Wettkampfniveau als auch nach Kategorien gegliedert sind.
- Der Straßen-Weltcup der Männer wurde 1989 ins Leben gerufen und fasste die wichtigsten Eintagesrennen zusammen. Er wurde 2004 letztmals ausgetragen und dann durch die UCI ProTour (2005–2010) und die UCI WorldTour (seit 2011) ersetzt, die auch Etappenrennen einbezogen. WorldTour-Ranglisten wurden nach 2018 abgeschafft, die Ergebnisse gehen seitdem direkt in die Weltrangliste ein.[19] Dies gilt auch für die im Niveau unterhalb der WorldTour angesiedelten UCI Continental Circuits und die UCI ProSeries.
- Der von 1998 bis 2015 durchgeführte Straßen-Weltcup der Frauen bestand ebenfalls aus Eintagesrennen und wurde analog zu dem der Männer durch die UCI Women’s WorldTour abgelöst, die auch Etappenrennen umfasste. Die einer Weltcup-Wertung ähnliche WorldTour-Wertung wurde nach 2024 abgeschafft.[20]
- Für die Kategorien der Männer U23 und Junioren gab es seit den 1990er Jahren anhand ausgewählter Wettbewerbe erstellte Fahrer-Ranglisten. Im Regelwerk hießen diese Challenge mondial (französisch) bzw. World Challenge Cup (englisch).[21][22] 2005 war nach einer Regeländerung nur noch von einer Rangliste (classification) die Rede.[23] Seit 2007 gibt es einen U23-Nationencup, seit 2008 einen Junioren-Nationencup[24] und seit 2016 auch einen Nationencup für Juniorinnen.[25] Die daraus resultierenden Nationen-Ranglisten dienen hauptsächlich der Qualifikation zu den Weltmeisterschaften.

### UCI-Kategorie
Die Rennen der internationalen Kalender werden durch den Weltradsportverband UCI in sogenannte UCI-Kategorien unterteilt.
In der UCI WorldTour wird zwischen Eintagesrennen (1. UWT) und Etappenrennen (2. UWT) unterschieden, wobei zu den Eintagesrennen alle Rennen gezählt werden, die an einem Tag veranstaltet werden – auch Zeitfahren.
In den UCI Continental Circuits setzen sich die Kategorien aus zwei durch einen Punkt getrennte Komponenten zusammen: Die erste Ziffer zeigt die Art des Rennens (1 = Eintagesrennen einschließlich Zeitfahren; 2 = Etappenrennen), die zweite Ziffer zeigt die Wertigkeit des Rennens in absteigender Reihenfolge an (HC = hors catégorie, 1 = erste Kategorie, 2 = zweite Kategorie), also war Kategorie HC (hors catégorie frz., außer Kategorie), die höchste. So bezeichnet z. B. UCI-Kategorie 2.2 ein Etappenrennen der zweiten Kategorie. Wenn ein Rennen der zweiten Kategorie U23-Fahrern vorbehalten ist, wird ein U angehängt (z. B. 1.2U). Mit Wirkung zum 23. Oktober 2018 wurde die hors catégorie durch die UCI ProSeries (1. Pro und 2. Pro) ersetzt.
Entsprechendes gilt im Frauenradsport, wo unterhalb der UCI Women’s WorldTour und ab der Saison 2020 der UCI ProSeries sowie Rennen der Kategorien 1 und 2 ausgetragen werden.
Darüber hinaus werden weitere Abkürzungen vergeben für UCI-Straßen-Weltmeisterschaften (Abk. CM, frz. für Championnat du monde), olympische Radsportwettbewerbe (Abk. JO, frz. für Jeux Olympiques), Kontinentale Meisterschaften (Abk. CC, frz. für Championnats Continentaux), regionale Spiele (Abk. JR, frz. für Jeux Régionaux) und nationale Meisterschaften (Abk. CN, frz. für Championnats Nationaux).
Die Kategorisierung der Rennen ist u. a. von Bedeutung für die Zusammensetzung des Starterfelds und die für die Radsportranglisten, wie etwa die Weltrangliste der Männer, den Ranglisten der Continental Circuits und die Weltrangliste der Frauen im Straßenradsport.

## Fahrer
Im Straßenradsport setzt sich eine Mannschaft in der Regel aus Fahrern zusammen, die sich hinsichtlich ihres Körperbaus, ihrer Stärken und Schwächen sowie ihrer Ziele und Aufgaben deutlich unterscheiden. Auch wenn nicht jeder Fahrer eindeutig einer bestimmten Kategorie zugeordnet werden kann, unterscheidet die Fachwelt häufig zwischen folgenden Fahrertypen:

### Rundfahrtspezialisten
Als Rundfahrtspezialisten werden Fahrer bezeichnet, die sich auf den Gewinn von Etappenrennen wie den drei Grand Tours (Tour de France, Giro d’Italia und Vuelta a España) spezialisiert haben. Sie starten in der Regel als Mannschaftskapitän und werden von den Helfern ihrer Mannschaft unterstützt. Um ein Etappenrennen zu gewinnen, muss man sowohl ein guter Kletterer als auch ein guter Zeitfahrer sein, da die für die Gesamtwertung entscheidenden Zeitabstände auf diesen Etappen am größten sind. Gute Kletterer sind in der Regel relativ leicht, da der am Berg entscheidende Bremsfaktor Hangabtriebskraft dadurch am besten minimiert werden kann, während gute Zeitfahrer in der Regel relativ aerodynamisch sind, da der im Flachen entscheidende Bremsfaktor Luftwiderstand dadurch langfristig am besten minimiert werden kann. Klassementfahrer haben deshalb einen Body-Mass-Index von ca. 20–22 kg/m².
Folgende Fahrer haben die „Grand Tours“ am häufigsten gewonnen:
| Fahrer             | Nation                 | Siege |
| ------------------ | ---------------------- | ----- |
| Eddy Merckx *      | Belgien                | 11    |
| Bernard Hinault    | Frankreich             | 10    |
| Jacques Anquetil * | Frankreich             | 8     |
| Fausto Coppi       | Italien                | 7     |
| Miguel Indurain *  | Spanien                | 7     |
| Alberto Contador * | Spanien                | 7     |
| Chris Froome       | Vereinigtes Konigreich | 7     |

### Klassikerjäger
Als Klassikerjäger werden Fahrer bezeichnet, die sich auf den Gewinn von Klassikern wie den „Monumenten des Radsports“ (Mailand–Sanremo, Flandern-Rundfahrt, Paris–Roubaix, Lüttich–Bastogne–Lüttich, Lombardei-Rundfahrt) spezialisiert haben. Bei diesen Eintagesrennen starten sie in der Regel als Mannschaftskapitän und werden von den Helfern ihrer Mannschaft unterstützt, während sie ihre Mannschaft bei Etappenrennen teilweise selbst als Helfer unterstützen müssen. Um ein Eintagesrennen zu gewinnen, muss man sowohl ein guter Ausreißer als auch ein guter Sprinter sein, da sich in der Regel zunächst eine Ausreißergruppe vom Feld absetzen kann, ehe das Rennen durch den Sprint der Ausreißergruppe entschieden wird. Gute Ausreißer sind in der Regel relativ aerodynamisch, da der im Flachen entscheidende Bremsfaktor Luftwiderstand dadurch langfristig am besten minimiert werden kann, während gute Sprinter in der Regel relativ kräftig sind. Klassikerjäger haben deshalb einen Body-Mass-Index von ca. 21–23 kg/m².
Folgende Fahrer haben die „Monumente des Radsports“ am häufigsten gewonnen:
| Fahrer              | Nation  | Siege |
| ------------------- | ------- | ----- |
| Eddy Merckx *       | Belgien | 19    |
| Roger De Vlaeminck  | Belgien | 11    |
| Costante Girardengo | Italien | 9     |
| Fausto Coppi        | Italien | 9     |
| Sean Kelly *        | Irland  | 9     |

### Sprinter
Im Straßenradsport werden Fahrer als Sprinter bezeichnet, die Rennen vornehmlich im Endspurt aus größeren Gruppen heraus gewinnen, meist nach flacher Streckenführung. Diese Fahrer gewinnen in Etappenrennen oft auch die Punktewertung. Sie werden in flachem Gelände in der Regel von den Helfern ihrer Mannschaft unterstützt, während sie ihre Mannschaft bei Rennen in bergigem Gelände teilweise selbst als Helfer unterstützen müssen. Um ein Rennen in flachem Gelände zu gewinnen, muss man für kurze Zeit eine sehr hohe Geschwindigkeit erreichen können, da Rennen in flachem Gelände in der Regel erst auf der Zielgeraden entschieden werden. Gute Sprinter sind in der Regel relativ kräftig, da der im Flachen entscheidende Bremsfaktor Luftwiderstand dadurch kurzfristig am besten minimiert werden kann. Sprinter haben deshalb einen Body-Mass-Index von ca. 22–23 kg/m². In der Vorbereitung des Sprints werden die Sprinter oft von dem Sprintzug ihres Teams unterstützt.
Folgende Fahrer haben die Punktewertungen der „Grand Tours“ am häufigsten gewonnen:
| Fahrer             | Nation      | Siege |
| ------------------ | ----------- | ----- |
| Erik Zabel *       | Deutschland | 9     |
| Sean Kelly *       | Irland      | 8     |
| Laurent Jalabert * | Frankreich  | 7     |
| Peter Sagan        | Slowakei    | 7     |
| Eddy Merckx *      | Belgien     | 6     |

### Bergfahrer
Als Kletterer werden Fahrer bezeichnet, die sich auf den Gewinn von Rennen in bergigem Gelände und von Bergwertungen spezialisiert haben. Bei Rennen in bergigem Gelände werden sie in der Regel von den Helfern ihrer Mannschaft unterstützt, während sie ihre Mannschaft bei Rennen in flachem Gelände teilweise selbst als Helfer unterstützen müssen. Um ein Rennen in bergigem Gelände zu gewinnen, muss man für längere Zeit eine hohe Geschwindigkeit fahren können, da Rennen in bergigem Gelände in der Regel bereits am letzten Anstieg entschieden werden. Gute Kletterer sind in der Regel relativ leicht, da der am Berg entscheidende Bremsfaktor Hangabtriebskraft dadurch am besten minimiert werden kann. Kletterer haben deshalb einen Body-Mass-Index von ca. 20–21 kg/m².
Folgende Fahrer haben die Bergwertungen der „Grand Tours“ am häufigsten gewonnen:
| Fahrer              | Nation     | Siege |
| ------------------- | ---------- | ----- |
| Gino Bartali        | Italien    | 9     |
| Federico Bahamontes | Spanien    | 9     |
| Lucien Van Impe     | Belgien    | 8     |
| Richard Virenque *  | Frankreich | 7     |
| Julio Jiménez *     | Spanien    | 6     |

### Zeitfahrer
Als Zeitfahrer werden Fahrer bezeichnet, die sich auf den Gewinn von Einzelzeitfahren wie der Weltmeisterschaft im Einzelzeitfahren spezialisiert haben. Bei normalen Rennen müssen sie ihre Mannschaft in der Regel als Helfer unterstützen. Um ein Einzelzeitfahren zu gewinnen, muss man für längere Zeit eine hohe Geschwindigkeit fahren können, da Einzelzeitfahren über die gesamte Strecke entschieden werden. Gute Zeitfahrer sind in der Regel relativ aerodynamisch, da der im Flachen entscheidende Bremsfaktor Luftwiderstand dadurch langfristig am besten minimiert werden kann. Zeitfahrer haben deshalb einen Body-Mass-Index von ca. 21–22 kg/m².
Folgende Fahrer haben die Weltmeisterschaft im Einzelzeitfahren am häufigsten gewonnen:
| Fahrer            | Nation      | Siege |
| ----------------- | ----------- | ----- |
| Fabian Cancellara | Schweiz     | 4     |
| Tony Martin       | Deutschland | 4     |
| Michael Rogers *  | Australien  | 3     |
| Jan Ullrich *     | Deutschland | 2     |

### Domestiken (Helfer)
Als Helfer oder Domestiken werden Fahrer bezeichnet, die sich dem Erfolg ihrer Mannschaft unterordnen. Sie versorgen ihre Mannschaft mit Essen und Getränken, spenden dem Kapitän und den Spezialisten ihrer Mannschaft Windschatten, bringen sie in eine optimale Ausgangsposition, leihen ihnen bei einem Defekt ihr Rad, beteiligen sich an Ausreißversuchen oder verfolgen Ausreißer anderer Mannschaften.

## Bedeutung des Straßenradsports
In West- und Mitteleuropa hat sich die Beliebtheit des Straßenradrennsports seit den Anfängen bis heute erhalten. Große Popularität genießt der Radsport in Frankreich, Italien, Spanien (vor allem im Baskenland) und der Schweiz, was seinen Ausdruck in den hier etablierten großen Landesrundfahrten Tour de France, Giro d’Italia und Vuelta a España findet, sowie in Belgien (vor allem Flandern), Luxemburg und den Niederlanden. Dort finden viele wichtige Eintagesrennen statt, vor allem die sogenannten Frühjahrsklassiker. Auch in anderen Ländern erfreuen sich der Radsport und seine Idole hoher Beliebtheit, so in Großbritannien, Irland, Polen, der Slowakei und den skandinavischen Ländern.
Außerhalb Europas sind die USA, Kolumbien und Australien zu nennen, in denen Straßenradsportler durch Erfolge bei den großen europäischen Rennen zu Idolen werden können. Allerdings fanden die seit 1921 ausgetragenen UCI-Straßen-Weltmeisterschaften bis 1976 ausschließlich und auch danach überwiegend in europäischen Ländern statt.
In Deutschland war der Radsport nach dem Zweiten Weltkrieg vor allem in der DDR eine sehr populäre Sportart. Nach dem Sieg der Weltmeisterschaft im Straßeneinzelrennen durch Gustav-Adolf Schur wurde vor allem die Friedensfahrt als „Tour de France des Ostens“ begeistert verfolgt und vom Fernsehen ausführlich übertragen. In der Bundesrepublik erlebte der Radsport vor allem in der Zeit Rudi Altigs und Dietrich Thuraus größere Popularität.
Nach der Wiedervereinigung kam es durch die Erfolge Erik Zabels und besonders Jan Ullrichs zu einer vorübergehenden Hochzeit, in der es drei deutschen Profiteams gelang, sich bei der Tour de France und damit über das Stadium einer Randsportart hinaus in der Öffentlichkeit zu etablieren: Team T-Mobile, Team Gerolsteiner und Team Milram. Nach Dopingskandalen zogen sich die namengebenden deutschen Sponsoren der Teams zwischen 2007 und 2010 jedoch wieder aus dem Straßenradsport zurück. Das Team T-Mobile fand einen kalifornischen Nachfolger, das Team Gerolsteiner und das Team Milram wurden ganz aufgelöst.
Den Zusammenhang zwischen der Beliebtheit des Sports und der Existenz von Idolen verdeutlicht die Verdoppelung des Marktanteils von Rennrädern in Deutschland nach Jan Ullrichs Toursieg im Jahr 1997. Parallel wurde die Fernsehberichterstattung ausgeweitet: Während 1995 nur die dritten Programme der ARD halbstündig von der Tour de France berichteten, konnte man von 1998 bis 2006 täglich bis zu acht Stunden Radsport im Ersten und dem ZDF verfolgen.
2007 wurde die breite Fernsehberichterstattung als Reaktion auf den positiven A-Proben-Doping-Befund von Patrik Sinkewitz erstmals während der Tour de France abgesetzt. Kritiker bemängeln an der Haltung der ARD, dass die von ihr als öffentlich-rechtlicher Rundfunkanstalt geforderte Objektivität aufgrund ihrer zeitweiligen Rolle als Sponsor der Tour nicht gewährleistet gewesen sei.